# メルセデスAMG・GT
メルセデスAMG・GT（Mercedes-AMG GT ）は、ドイツの自動車メーカーであるメルセデス・ベンツ・グループの子会社である、メルセデスAMGにて展開する高級スーパーカーである。

## 初代 C190/R190（2014年 - 2023年）
2014年9月9日に初公開された。2013年秋に生産を終了したSLS AMGの実質的な後継車にあたるが、同車からセグメントを一つ下げ、ポルシェ・911を直接的な競合車と据えた。また、このモデルからAMGはメルセデス・ベンツのサブブランド「メルセデスAMG」となり、リアの「AMG」エンブレムの取り付け位置が右から左に変更されている。この手法はメルセデス・マイバッハにも踏襲されている。
ボディはクーペタイプで、ロングノーズ・ショートデッキのスタイルを持つ。後部には大型のリアゲートと350Lのラゲッジスペースを備える。駆動形式はFRで、ドアはSLS AMGのガルウィングドアを廃し、通常の横開きドアになった。エンジンはM178型3,982 cc V型8気筒ツインターボを搭載。最高出力はGT Sで510 PS/6,250 rpm、最大トルクは66.3 kg·m/1,750 - 4,750 rpmを発揮する。
F1世界選手権およびドイツツーリングカー選手権におけるセーフティカーとしてGT S エディション1が2015年より起用され、以降2018年にはGT Rが、2022年からはGT ブラックシリーズがその役割を担っている。
日本においては2015年（平成27年）5月8日に正式発表され、同時に『劇場版 仮面ライダードライブ サプライズ・フューチャー』で「ネクストライドロン」として劇中に登場することが発表された。なお、それに先駆けメルセデス・ベンツ コネクション大阪にて同年5月2日から4日の3日間限定で「GT S」が展示された。日本でのラインナップはベースモデルとなる「GT」（1,580万円）と高性能版の「GT S」（1,840万円）の2種類。また、特別仕様車として「GT S」をベースに固定ウィング等の装飾を施した「GT S Edition1」（2,000万円）が全国限定75台で発売された。なお、ステアリング位置は左右から選択可能（Edition1は左のみ）。
2016年（平成28年）5月12日、日本仕様を一部改良。「GT」・「GT S」共通でメタリックペイント（ダイヤモンドホワイト、ヒヤシンスレッド、イリジウムシルバーマグノ、セレナイトグレーマグノ、AMGソーラービームを除く）を標準化したほか、「GT」はベーシックパッケージを、「GT S」はエクスクルーシブパッケージとAMGダイナミックパッケージプラスの一部装備（ダイナミックエンジントランスミッションマウント、AMGパフォーマンスステアリング(レザーDAINAMICA/ステッチ入)、イエローメーターゲージ）をそれぞれ標準装備化した。これにより、車両本体価格が「GT」は70万円、「GT S」は90万円それぞれ値上げされた。併せて、自動車誕生130周年を記念して「GT S」をベースに、ベースグレードではオプションにも設定がない専用エアロパーツ（フリック、サイドスカート、固定式リアスポイラー）を特別装備したほか、マットブラックペイント19/20インチAMGマルチスポークアルミホイール（鍛造）、専用ナッパレザーシート、Burmesterハイエンドサウランドサウンドシステムなども装備した特別仕様車「GT S 130th Anniversary Edition」を発売した（同年8月31日までの期間限定販売）。
同年10月25日に特別仕様限定車「GT S カーボン パフォーマンス リミテッド」を全国39か所にあるAMGパフォーマンスセンターを通じて発売。「GT S」をベースに、ボディカラーにイリジウムシルバーマグノを採用し、専用のハイグロスカーボンブラックパーツを用いた「AMGカーボンエクステリアパッケージ」を装備。内装には各所に専用の「AMGマットカーボンファイバー」パーツを用い、新色となるサドルブラウンのフルレザー仕様とした。エンジンルーム内には「AMGカーボンファイバー エンジンカバー」を装着。ホイールには専用ポリッシュ加工を施した鍛造製のAMGクロススポークアルミホイール（フロント:19インチ、リア:20インチ）を採用し、ブレーキには製造時に1,700度の高温下での真空強化処理で硬度を高め、大幅な耐フェード性と耐久性の向上を図るとともに、約17kgの軽量化の実現によりばね下重量を低減した「AMGカーボンセラミックブレーキ」を採用。さらに、Burmesterハイエンドサウランドサウンドシステムを特別装備した。20台の限定販売である。
2017年10月25日に日本仕様のGTを一部改良。フロントグリルが「AMGパナメリカーナグリル」に変更されたほか、エンジンの改良によって出力・トルク共に向上。「GT S」はAMGリア・アクスルステアリング、レザーDINAMICAルーフライナー、AMGイルミネーテッドステップカバー、AMGエクステリアナイトパッケージを標準装備。オプションも拡充され、「AMGエクステリアクロームパッケージ」と「AMGエクステリアカーボンパッケージ」を追加し、オプションのホイールやインテリアカラーの追加なども行われた。併せて、GTロードスターにラインナップされているエクスクルーシブモデル「GT C」がGTにも追加設定され、同時にAMG設立50周年を記念した特別仕様車として、ブラッククロームのアクセントパーツやインテリアトリムを配し、内装にシルバーパールとブラックの2トーン仕様のナッパレザーを採用した「GT C Edition 50」も発表された。全世界で500台の限定販売で、このうち日本での販売は12台となっている。
2019年2月14日に日本仕様GTのマイナーチェンジが発表された（納車は同年8月以降）。センターコンソール内に12.3インチのコックピットディスプレイと10.25インチのマルチファンクションディスプレイが搭載され、センターコンソールもV8エンジンをモチーフとしたデザインを採用。補完的な役割を果たすディスプレイボタンは「AMG DINAMIC SELECT」とボリュームコントロールの2つのスイッチのみとした。また、ステアリングホイールも最新デザインのものに変更され、ステアリングから手を離さずに走行モードの切り替えが可能なように「AMGドライブコントロールスイッチ」が装備された。外観はヘッドライトがアロー形状のポジショニングライトとウィンカーに3つのリフレクターのハイ&ロービーム全てをLEDとした「LEDハイパフォーマンスヘッドライト」が採用され、リアデザインは「GT R」を除く全モデルにブラックのディフューザーが採用され、エグゾーストエンドは2つの円形（「GT C」・「GT S」はスクエア型）のデュアルツインエグゾーストエンドを採用。「GT R」はリア中央にセンターバーを備えた大型エグゾーストエンドが配置され、左右にはディフューザー内にブラックのエグゾーストエンドが2本追加された。また、ドライビングプログラムとして、ドライブモードの選択だけでなく、マニュアルシフトへの切替・車高やエグゾーストサウンドの調整などが可能な「AMG DYNAMICS」が装備された。
2020年8月5日に一部改良を発表し、予約注文が開始された（納車は2021年第1四半期より順次実施）。「GT」・「GTロードスター」はM178型エンジンがパワーアップされ、最高出力は54PS向上した530PSに、最大トルクは4.1kgm向上した68.3kgmとなった（これにより、最高出力が「GT S」・「GT Sロードスター」を上回り、最大トルクが「GT S」・「GT Sロードスター」と同スペックとなったため、「GT S」・「GT Sロードスター」は廃止された）。またAMG RIDE CONTROL スポーツサスペンションと電子制御式AMGリミテッド・スリップ・デフが標準装備され、エンジンのパワーアップに合わせてフロントブレーキはディスク径390mmのベンチレーティッド式ドリルドディスクを備えた強化コンポジットブレーキシステムが採用された。同時に「レーダーセーフティパッケージ」を「GT」・「GTロードスター」・「GT R」にも新たに標準装備としたことで、全車標準装備となった。ボディカラーはイリジウムシルバー、イリジウムシルバーマグノ、マグネタイトブラック、AMGソーラービームの4色を廃止する代わりに、新色のオブシディアンブラックとハイテックシルバーの2色を追加した。一部改良を記念した「GT Night Edition」も同時に発表。「GT」・「GTロードスター」をベースに、外観は専用マットブラックペイント19/20インチAMG YスポークアルミホイールやAMGエクステリアナイトパッケージを特別装備し、ブレーキキャリパーを黒に、フロントグリルをブラッククロームに、ヘッドライトはブラックアクセント入りの専用デザインにそれぞれ変更し、クーペには特別デザインのカーボンファイバールーフも装備された。内装は専用AMGパフォーマンスステアリング（レザーDINAMICA）、インテリトナイトパッケージ、AMGパフォーマンスシートを特別装備し、センターコンソールには専用"NIGHT EDITION"バッジが装着された。ボディカラーはクーペは新色のオブシディアンブラックと既存色グラファイトグレーマグノ（有料色）の2色、ロードスターはグラファイトグレーマグノのみが設定される。クーペ35台（右ハンドル仕様はオブディシアンブラック10台・グラファイトグレーマグノ15台の計25台、左ハンドル仕様は各色5台ずつの計10台）、ロードスター5台（右ハンドル仕様3台、左ハンドル仕様2台）の計40台の限定販売となる。

### AMG GT R
2017年6月27日、「GT R」を日本で発売。完全受注生産となる。グッドウッド・フェスティバル・オブ・スピードで発表されたこのモデルは、ベースのGTと同じM178型エンジンを搭載するが、GT Sから75馬力増の585馬力を発生する。さらに、このモデルではメルセデスAMGとしては初めて4WSが採用された

#### AMG GT ロードスター
2017年8月25日、オープントップモデルの「GT ロードスター」を日本で発売。既存のGTをベースに、約11秒で自動開閉し、走行中（約50km/hまで）でも開閉可能な「アコースティックソフトトップ」を備えており、開放時にはソフトトップがシートの後ろに折りたたまれる構造を採用している。また、標準仕様の「GT ロードスター」に加え、最高出力557PS・最大トルク680N・mまで高性能化したエンジンに、ダイナミックエンジントランスミッションマウントやAMG RIDE CONTROL スポーツサスペンションを搭載し、アルミニウム製サイドウォールを装備してリア幅をワイド化した「GT C ロードスター」もラインナップされる。

### AMG GT R プロ
マイナーチェンジと同時に、特別仕様車「GT R プロ」を発表し、予約注文の受付が開始された。GT Rをベースに、サスペンションに工具不要でスプリング長の機械的調整やダンパー特性の調整が可能なクリックシステムによる「AMGコイルオーバーサスペンション」が採用され、ベース車ではリアアスクルのロアウィッシュボーンに用いられているピロボールジョイントをアッパーウィッシュボーンにも採用。専用ブラッグペイント仕上げのブレーキキャリパーを備えたAMGカーボンセラミックブレーキやカーボンファイバーバケットシートの採用や専用チタニウムグレーペイント仕上げのリムフランジを備えたAMGパフォーマンス5ツインスポークアルミホイール（鍛造）による軽量構造、デザインを変更し側面にクリアコート仕様のカーボンファイバー製フリックを追加したフロントエプロンなど、サーキット走行に向けたレーシングカーの技術を多数採用したモデルで、世界限定750台、日本限定20台の限定販売となった。

### AMG GT R ロードスター
GT Rのロードスターモデルとして2019年3月にジュネーヴモーターショーで発表。基本性能はGT Rと変わらないものの、GTロードスターと同様に幌によるオープントップモデルとなっている。通常のGT Rモデルに採用されるAMGパフォーマンスシート（フルバケットシート）の選択はなく、AMGスポーツシートのみが純正設定となる他、センターコーンソールに設けられるTCS制御装置のスイッチもGT Rロードスターからは廃されている。GT Rシリーズの中では唯一内装色の選択が可能であり、ブラック、ベージュ、タン、グレーが選べた他、カーボンセラミックではない通常のブレーキもオプションに含まれた。オープンエアー時でも後続車にブレーキを伝えられるよう、リアウイング内にハイマウントストップランプが搭載されている。全世界限定750台。日本国内には23台が正規輸入されたが、予約時点で完売したためカタログの発行やプレスリリースはなされていない。

### AMG GT ブラックシリーズ
AMG GTシリーズの最高峰モデル。2020年7月9日にメルセデスAMGのYouTubeチャンネルで正式に発表された。搭載するM178型エンジンは最高出力730馬力を発揮する。サスペンションはフロントの車軸に2つの調整設定を備えたカーボンファイバーのアンチロールバー、リアの車軸には3つの調整設定を備えた鉄製アンチロールバーを搭載している。フロントとリアのカーボンファイバーパネル、カーボンセラミックブレーキローター、ブラックシリーズ専用のブレーキパッドにより、大幅なハンドリング性能の向上も図られている。リアウイング上段はアクティブエアロフラップとなっており、ドライバーが任意のタイミングでステアリングのボタンから操作でき、減速時に400 kgを超える合計最大ダウンフォースを発生させることができる。
エクステリアにはAMG GT3の設計に基づき拡大されたグリル、ボンネットの大きなエアアウトレットが採用されているほか、手動で調整可能なフロントスプリッターなど、レースカー由来の技術が豊富に採用されている。
インテリアにはAMGパフォーマンスバケットシートが装備され、ドライバー後部にはロールケージも備わる。大型のリアウイングの自重を支えるために、トランク内部にはウイングの付け根部分を支える支柱がボディから直接トランク内部に突き出す形で配置されている。ステアリングホイール、ドア、センターコンソールなど内装でレザーが使用されている箇所は全てアルカンターラが採用されている。また、ブラックシリーズのみGT全車種の中で唯一、乗員が中からドアを閉めやすいよう革製のグリップが両ドアの内側に取り付けられている。
2020年11月4日、ニュルブルクリンク北コースにおいてマロ・エンゲルによるドライブで6分43秒616のラップタイムを記録し、当時の市販車最速記録を打ち立てた。
生産台数は世界限定750台（日本国内での正規販売台数は53台）。うち275台はメルセデスAMG ONEをオーダーした顧客限定の「AMG GT ブラックシリーズ AMG ONE エディション」として製造されている。AMG ONE エディションにはF1マシンと同じ車体後部にかけてスリーポインテッド・スターを散りばめた特別塗装が施され、内外装のあらゆる場所にペトロナス・グリーンのラインがあしらわれている。また、センターコンソールのエンブレムの表記は「EXCLUSIVE FOR AMG ONE TEAM」となる。

### AMG GT トラックシリーズ
2022年3月23日に発表されたサーキット専用車で、ブラックシリーズをベースに開発された。価格は36万9000ユーロで、55台限定生産。パワートレインはブラックシリーズのものを改良し、最高出力734PS（540kW）、最大トルク850Nmを発揮する。

### AMG GT3
2015年3月3日、ジュネーブモーターショーにてグループGT3仕様となる「AMG GT3」が公開された。エンジンは市販車と異なり、SLS AMG GT3と同じM159型6.2 L V8を搭載する。2020年向けにアップデートモデルであるAMG GT3 EVOが登場した。

### AMG GT4
2017年のスパ・フランコルシャン24時間レースにてグループGT4仕様となる「AMG GT4」が公開された。エンジンはGT3と異なり市販車で用いられているM178型エンジンを搭載している。

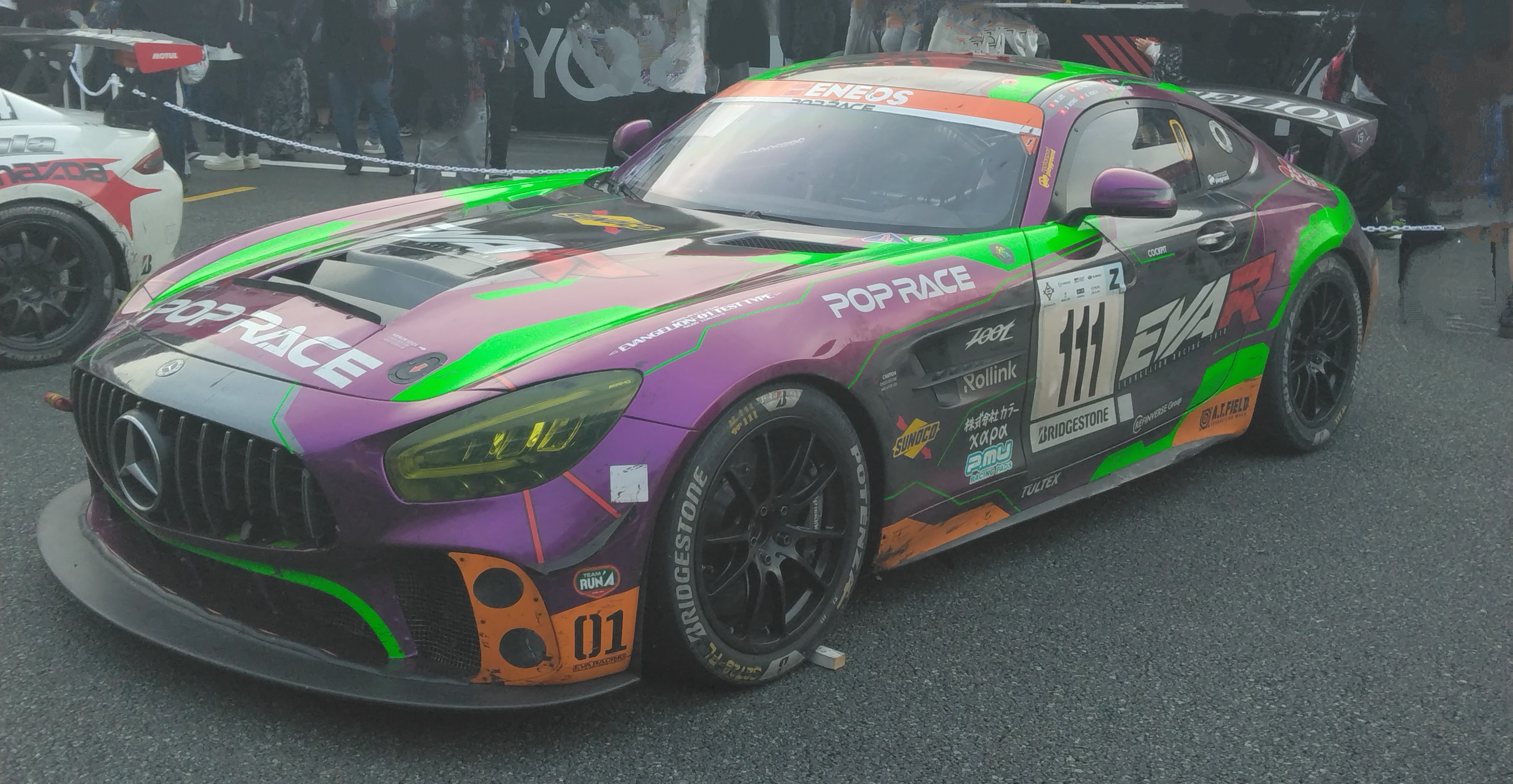
2025年富士24時間レースを完走したPROGRESS Racing AMG GT4

### AMG GT2
2022年12月8日にSRO GT2仕様の「AMG GT2」が発表された。 ブラックシリーズに搭載されていたフラットクランクシャフトを搭載した4.0L V8ツインターボエンジンに6速シーケンシャルギヤボックスが組み合わされる。馬力は707ps。コクピットはレーシングエルゴノミクスを採用。デジタルディスプレイユニットを備えた。また、キューブ・コントロール社と共同開発した、マルチファンクションステアリングホイールを採用する。
| グレード | 販売期間             | 排気量  | エンジン                                        | 最高出力・最大トルク | 変速機        | 駆動方式 |
| -------- | -------------------- | ------- | ----------------------------------------------- | -------------------- | ------------- | -------- |
| AMG GT R | 2017年6月-           | 3,982cc | M178型 DOHC V型8気筒 ツインターボチャージャー付 | 585PS/71.4kgm        | 電子制御7速AT | FR       |
| AMG GT C | 2017年10月-          | 3,982cc | M178型 DOHC V型8気筒 ツインターボチャージャー付 | 557PS/69.3kgm        | 電子制御7速AT | FR       |
| AMG GT S | 2015年5月-2017年10月 | 3,982cc | M178型 DOHC V型8気筒 ツインターボチャージャー付 | 510PS/66.3kgm        | 電子制御7速AT | FR       |
| AMG GT S | 2017年10月-2020年8月 | 3,982cc | M178型 DOHC V型8気筒 ツインターボチャージャー付 | 522PS/68.3kgm        | 電子制御7速AT | FR       |
| AMG GT   | 2015年5月-2017年10月 | 3,982cc | M178型 DOHC V型8気筒 ツインターボチャージャー付 | 462PS/61.2kgm        | 電子制御7速AT | FR       |
| AMG GT   | 2017年10月-2020年8月 | 3,982cc | M178型 DOHC V型8気筒 ツインターボチャージャー付 | 476PS/64.2kgm        | 電子制御7速AT | FR       |
| AMG GT   | 2020年8月-           | 3,982cc | M178型 DOHC V型8気筒 ツインターボチャージャー付 | 530PS/68.3kgm        | 電子制御7速AT | FR       |

| グレード              | 販売期間            | 排気量  | エンジン                                        | 最高出力・最大トルク | 変速機        | 駆動方式 |
| --------------------- | ------------------- | ------- | ----------------------------------------------- | -------------------- | ------------- | -------- |
| AMG GT C ロードスター | 2017年8月-          | 3,982cc | M178型 DOHC V型8気筒 ツインターボチャージャー付 | 557PS/69.3kgm        | 電子制御7速AT | FR       |
| AMG GT S ロードスター | 2017年8月-2020年8月 | 3,982cc | M178型 DOHC V型8気筒 ツインターボチャージャー付 | 522PS/68.3kgm        | 電子制御7速AT | FR       |
| AMG GT ロードスター   | 2017年8月-2020年8月 | 3,982cc | M178型 DOHC V型8気筒 ツインターボチャージャー付 | 476PS/64.2kgm        | 電子制御7速AT | FR       |
| AMG GT ロードスター   | 2020年8月-          | 3,982cc | M178型 DOHC V型8気筒 ツインターボチャージャー付 | 530PS/68.3kgm        | 電子制御7速AT | FR       |

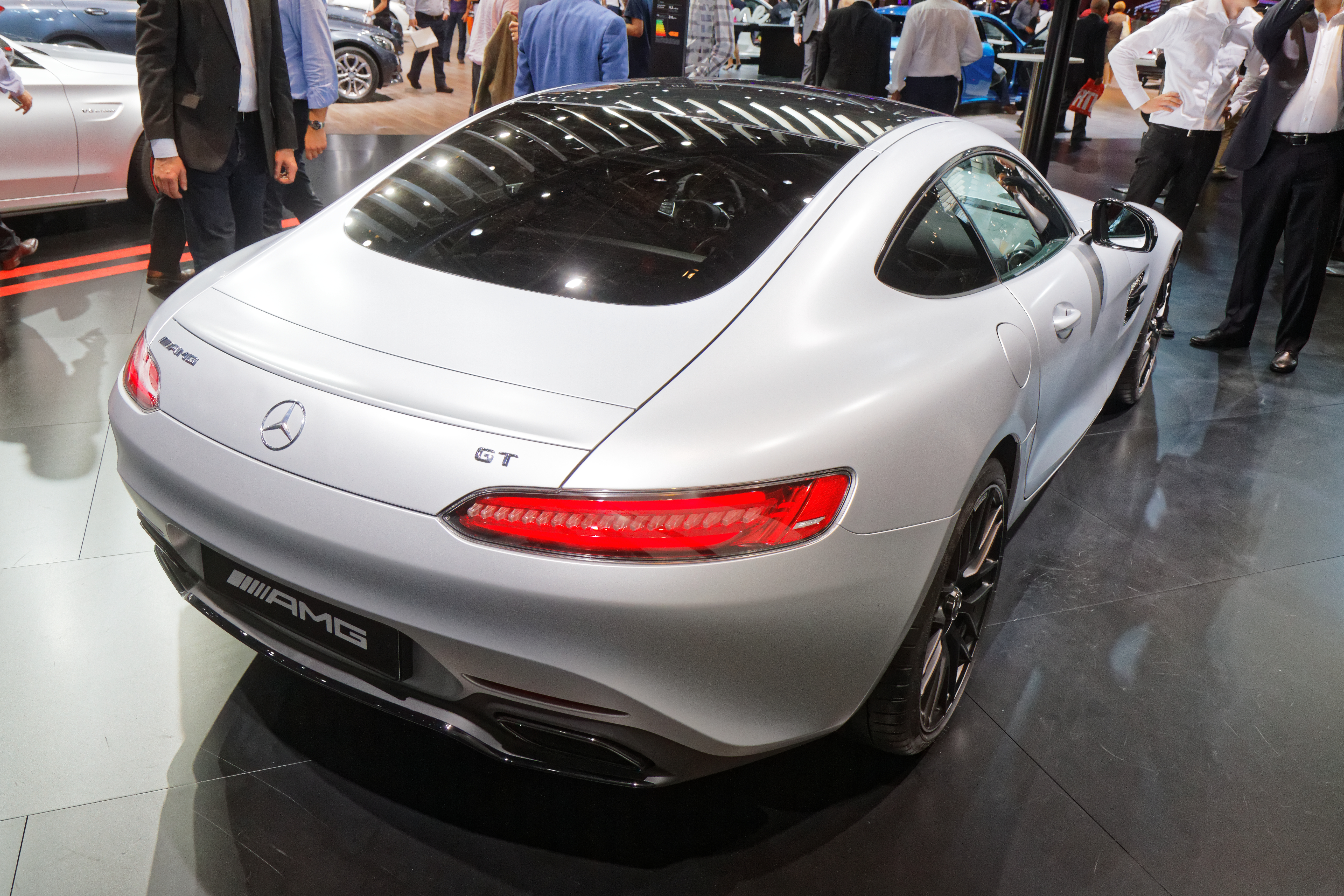
GT リア
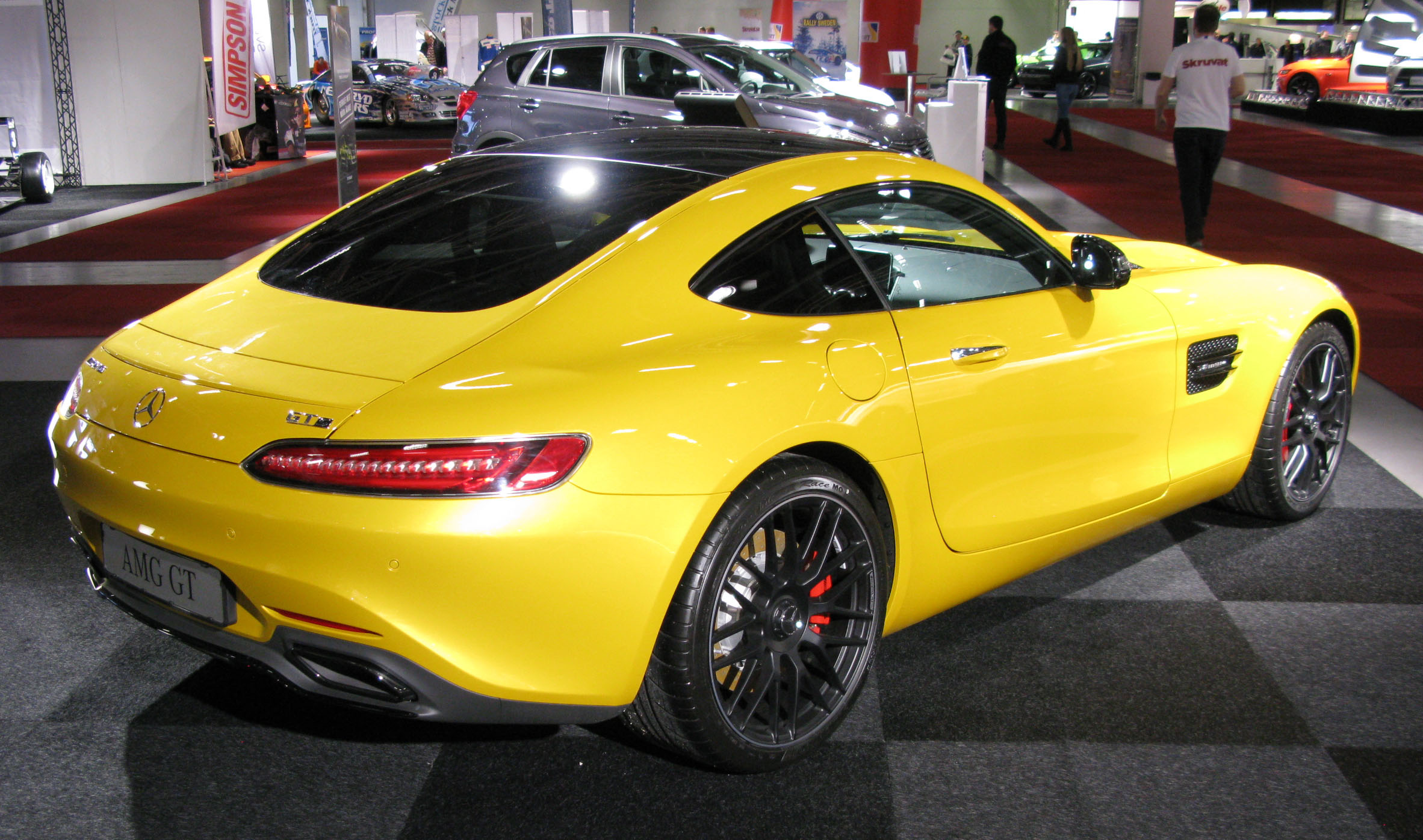
GT S リア
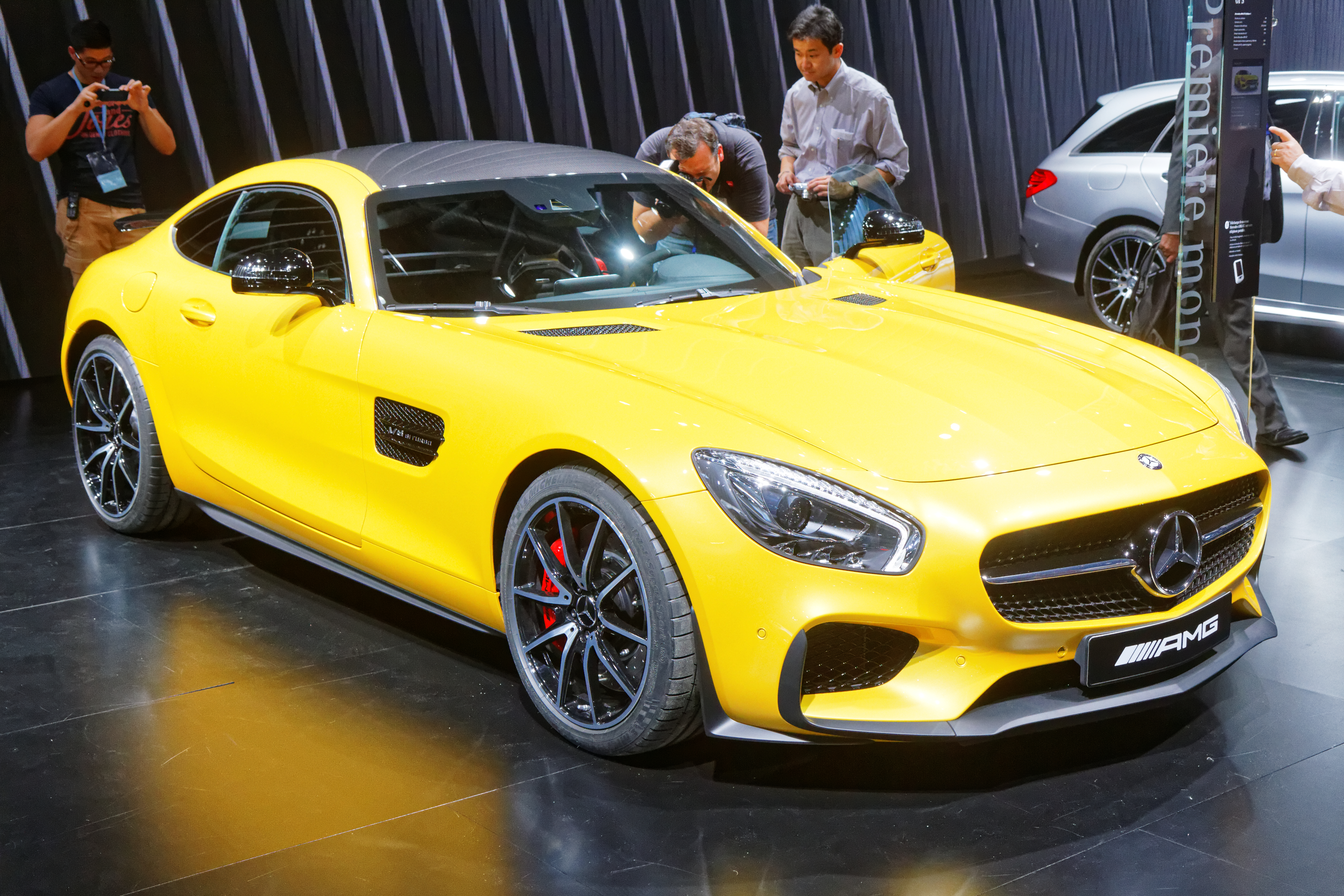
GT S エディション1
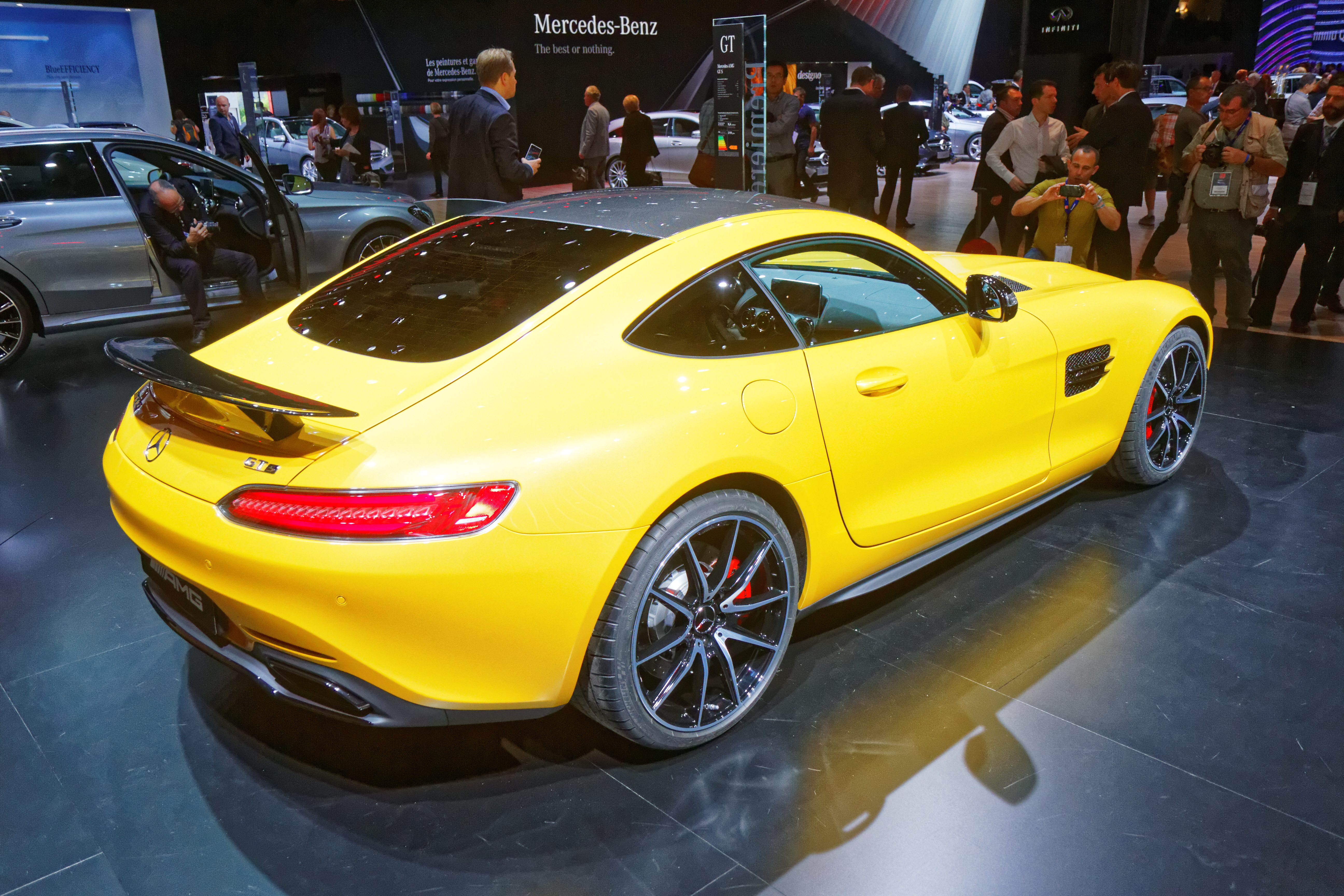
GT S エディション1 リア
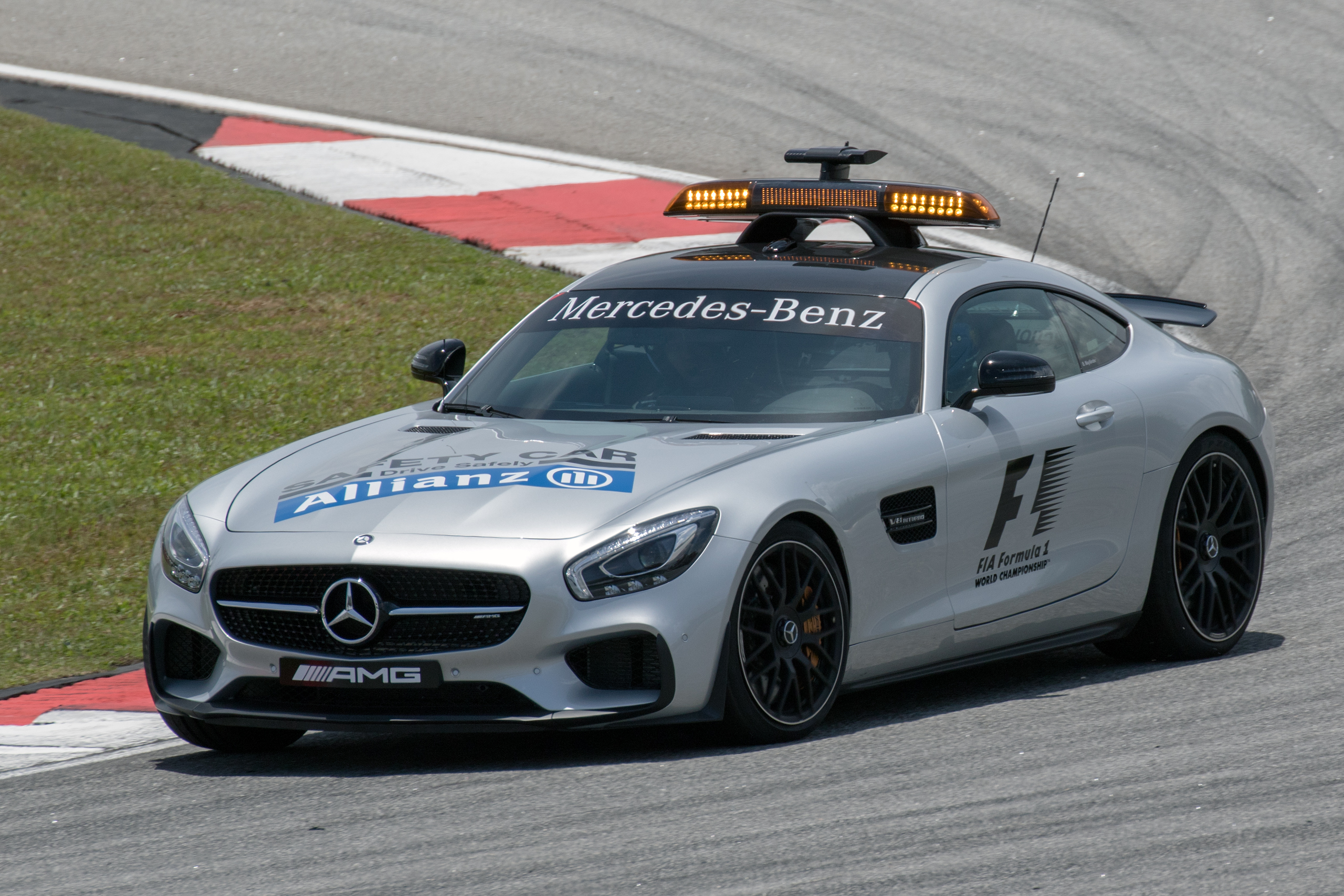
F1 セーフティーカー
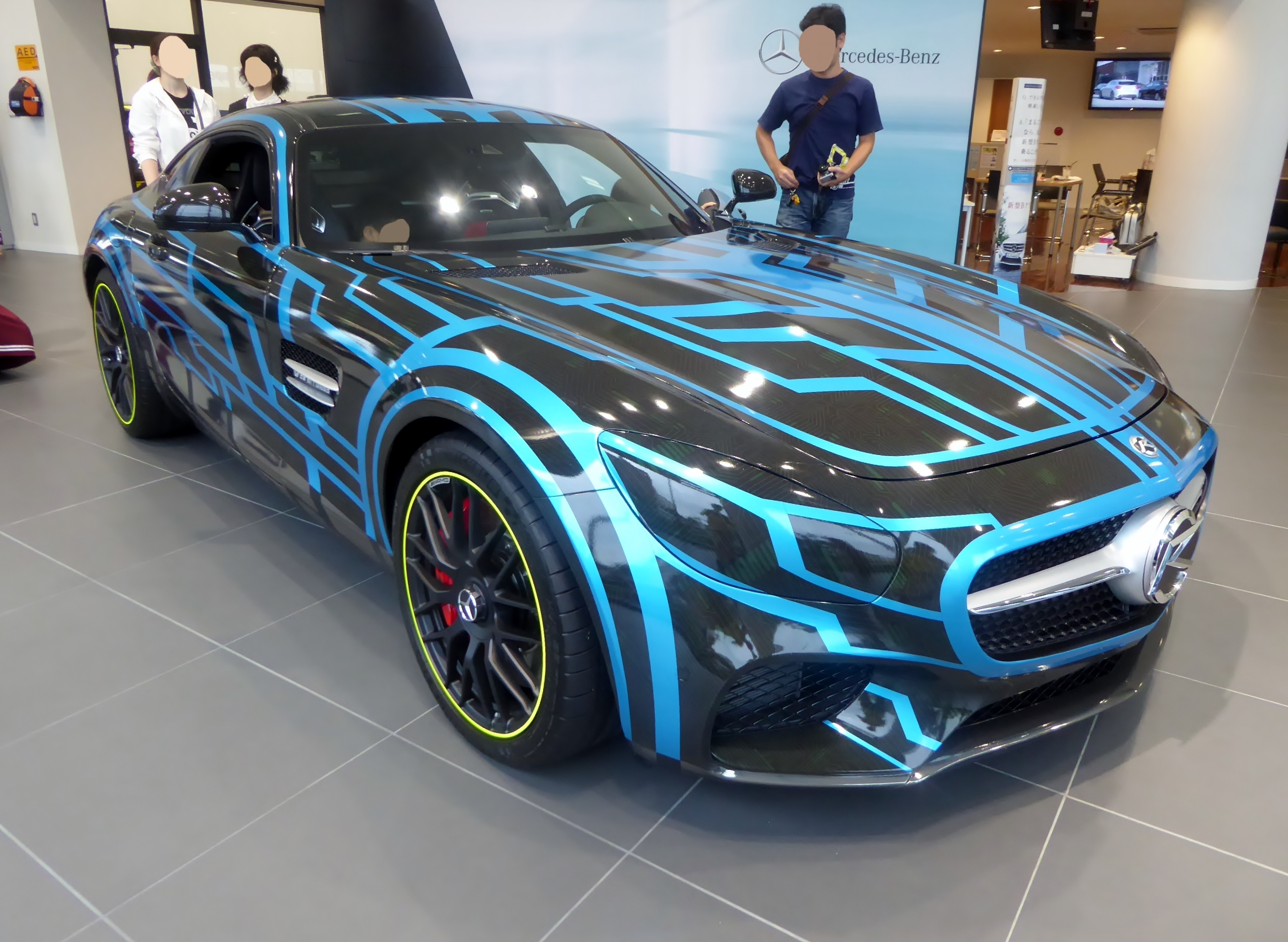
ネクストライドロン
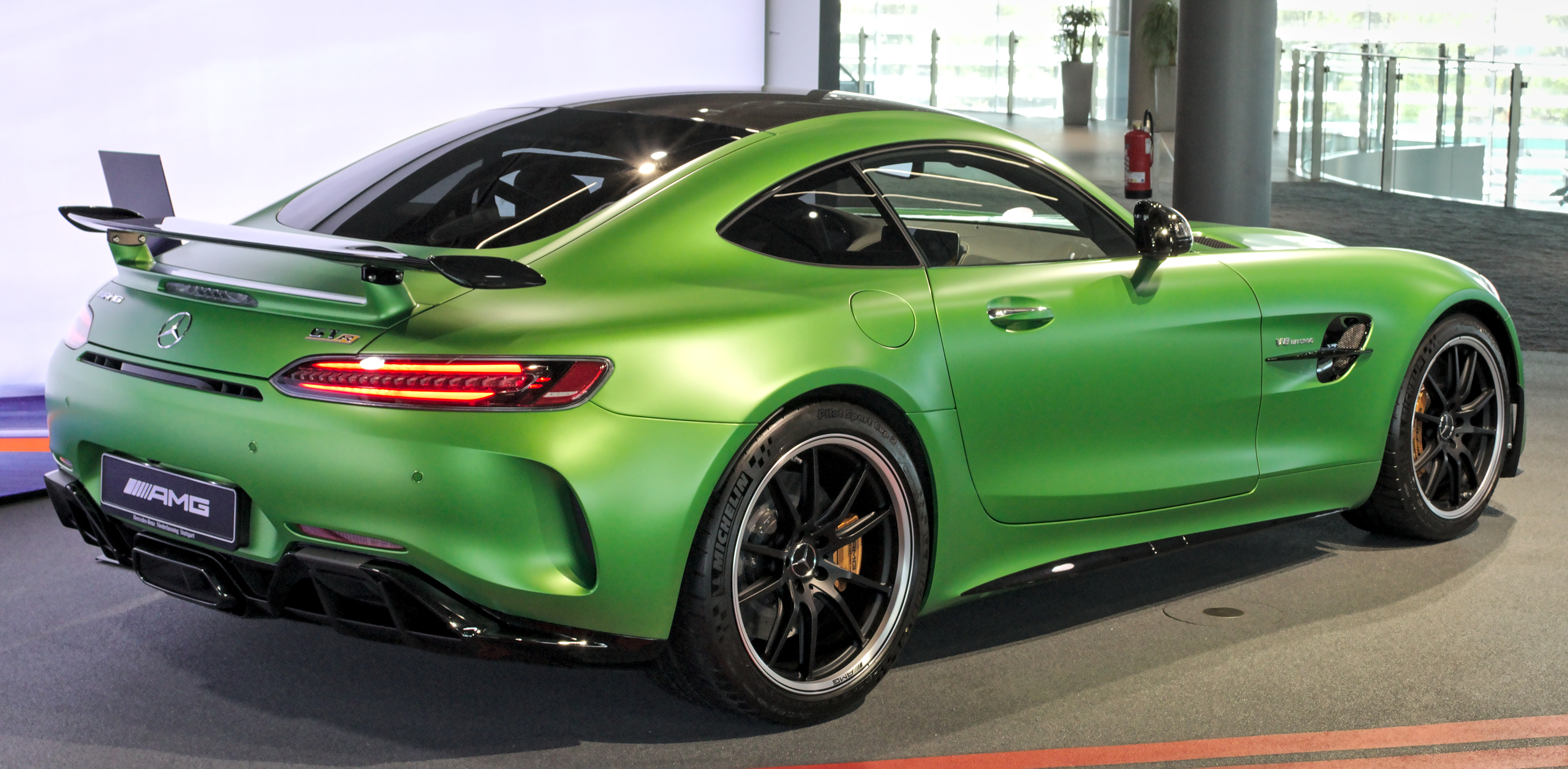
GT R リア
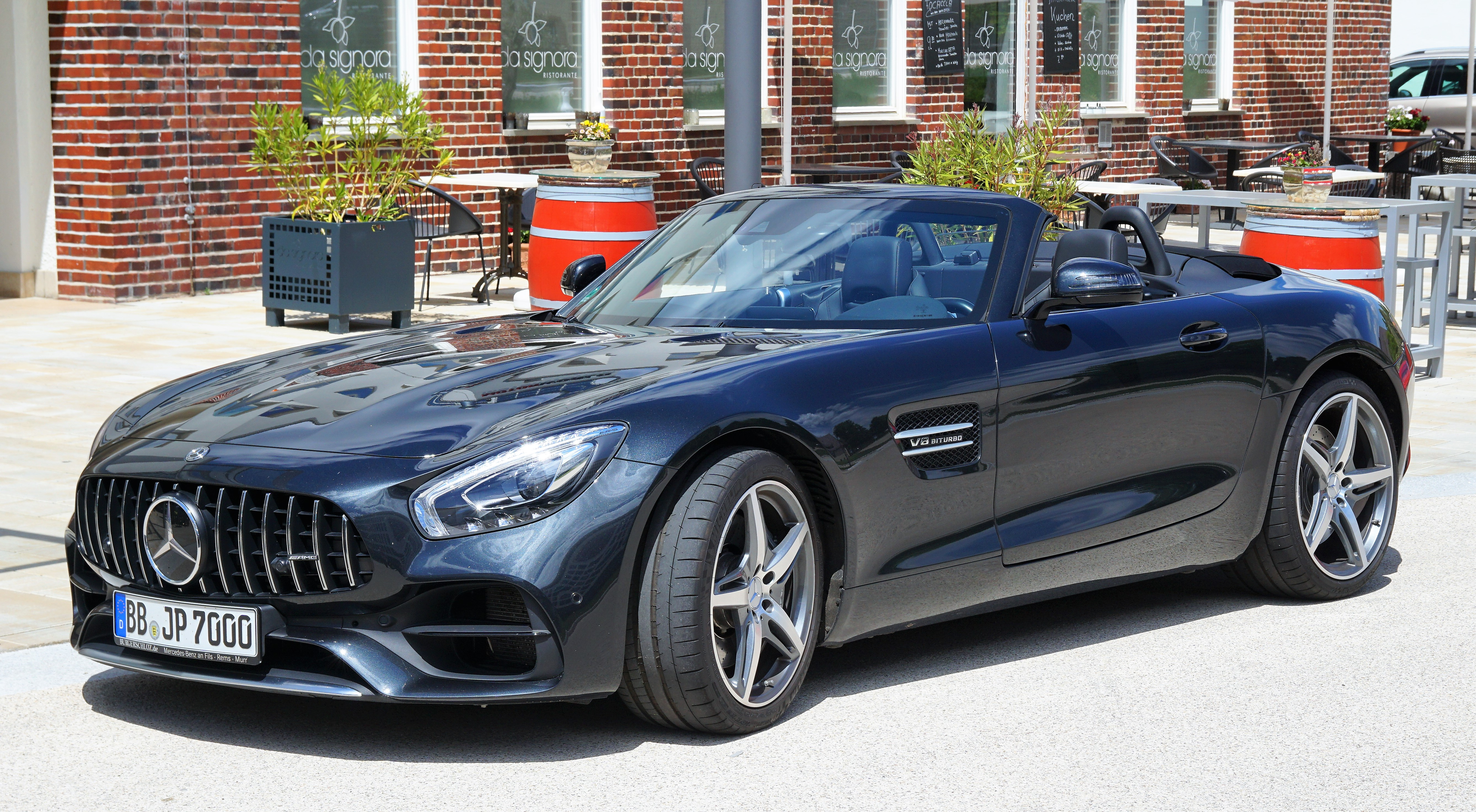
GT ロードスター
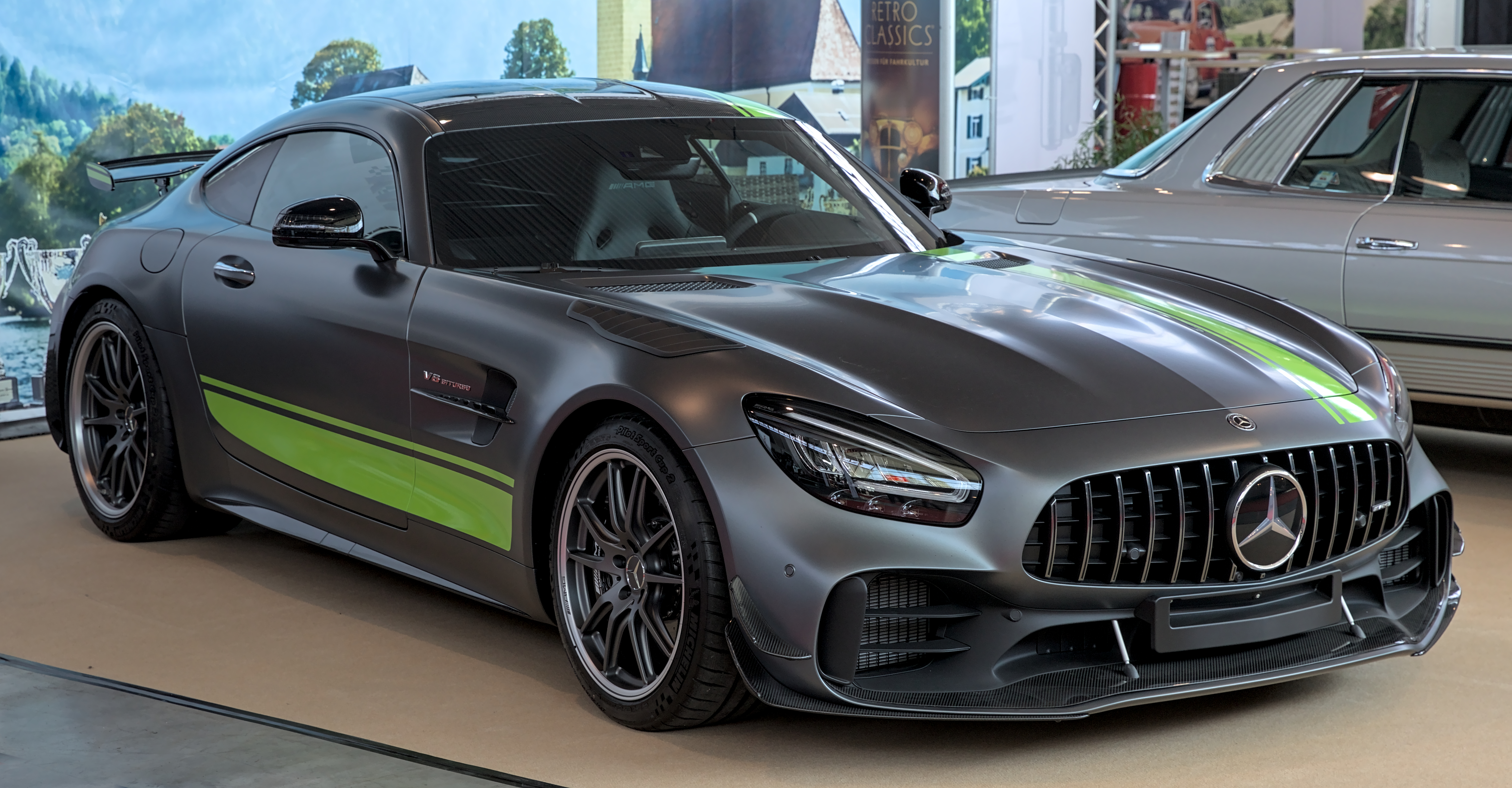
GT R プロ
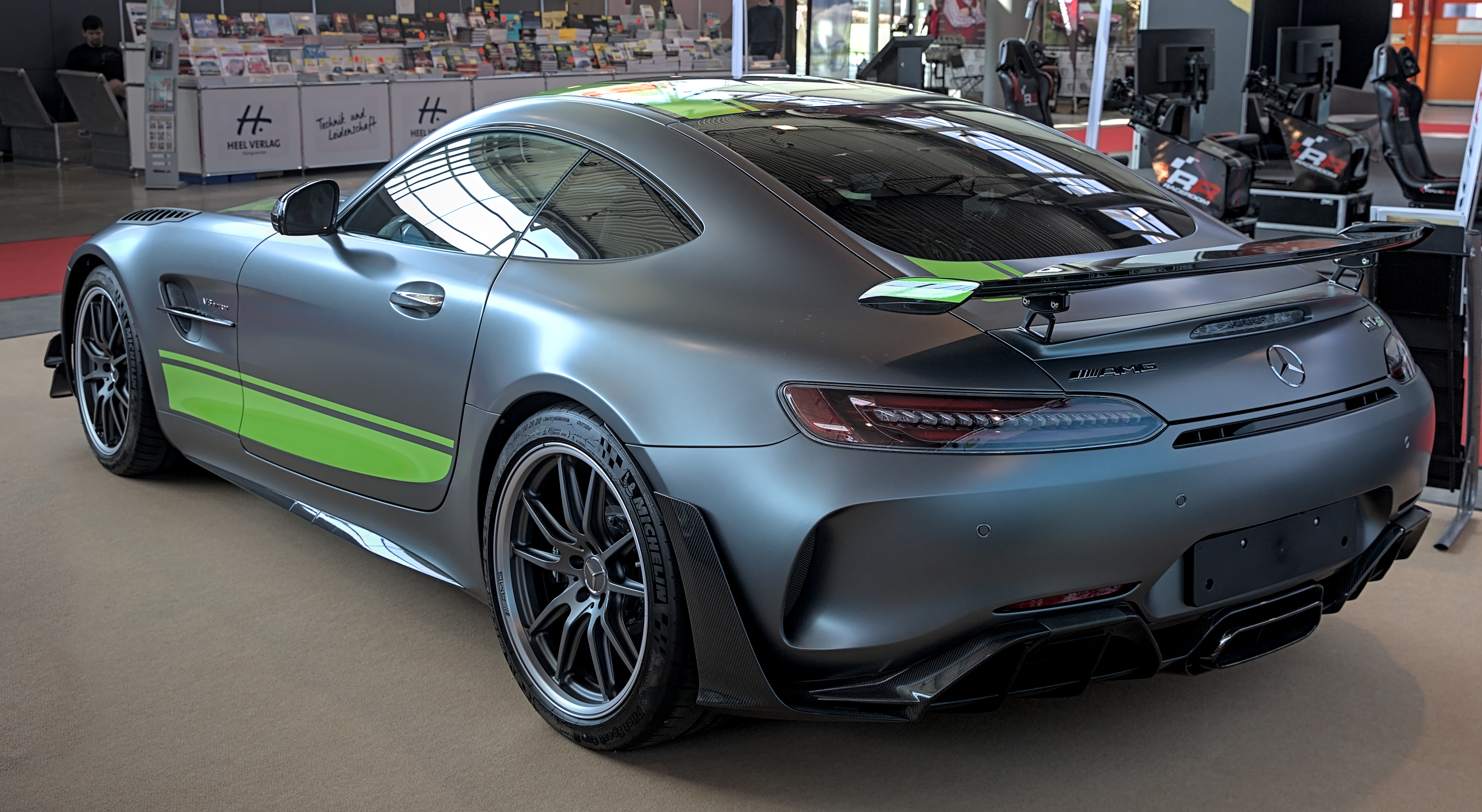
GT R プロ リア
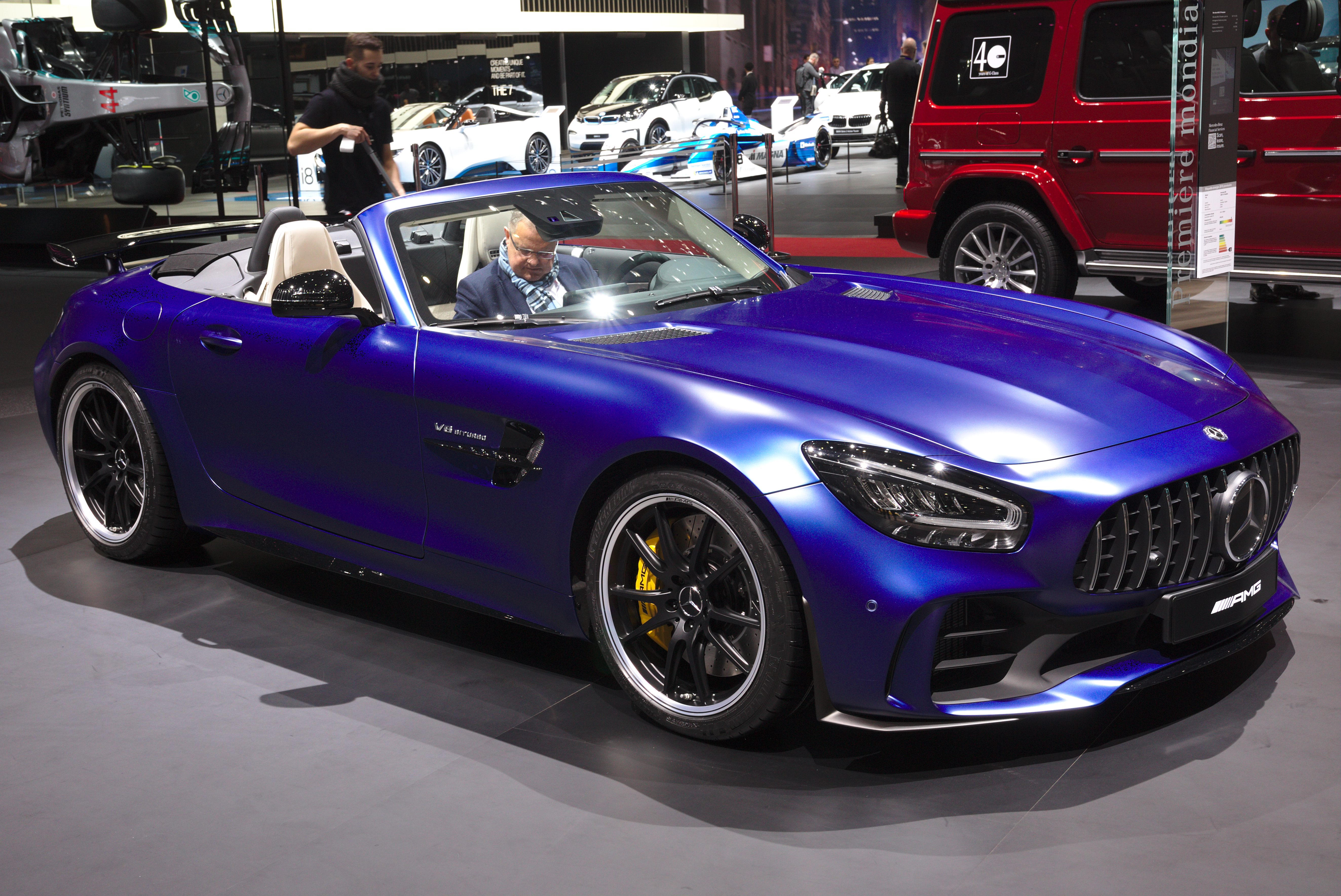
GT R ロードスター
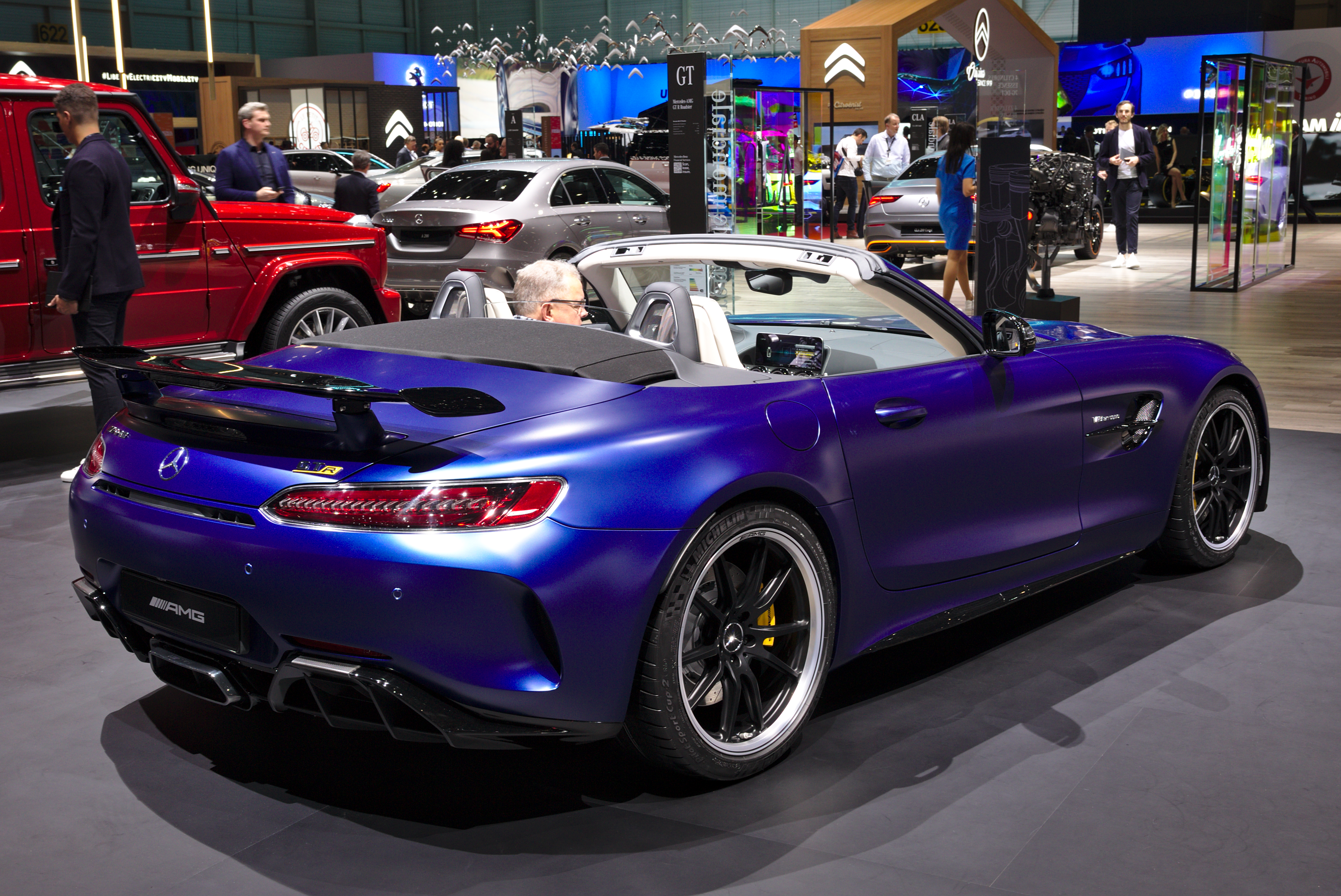
GT R ロードスター リア
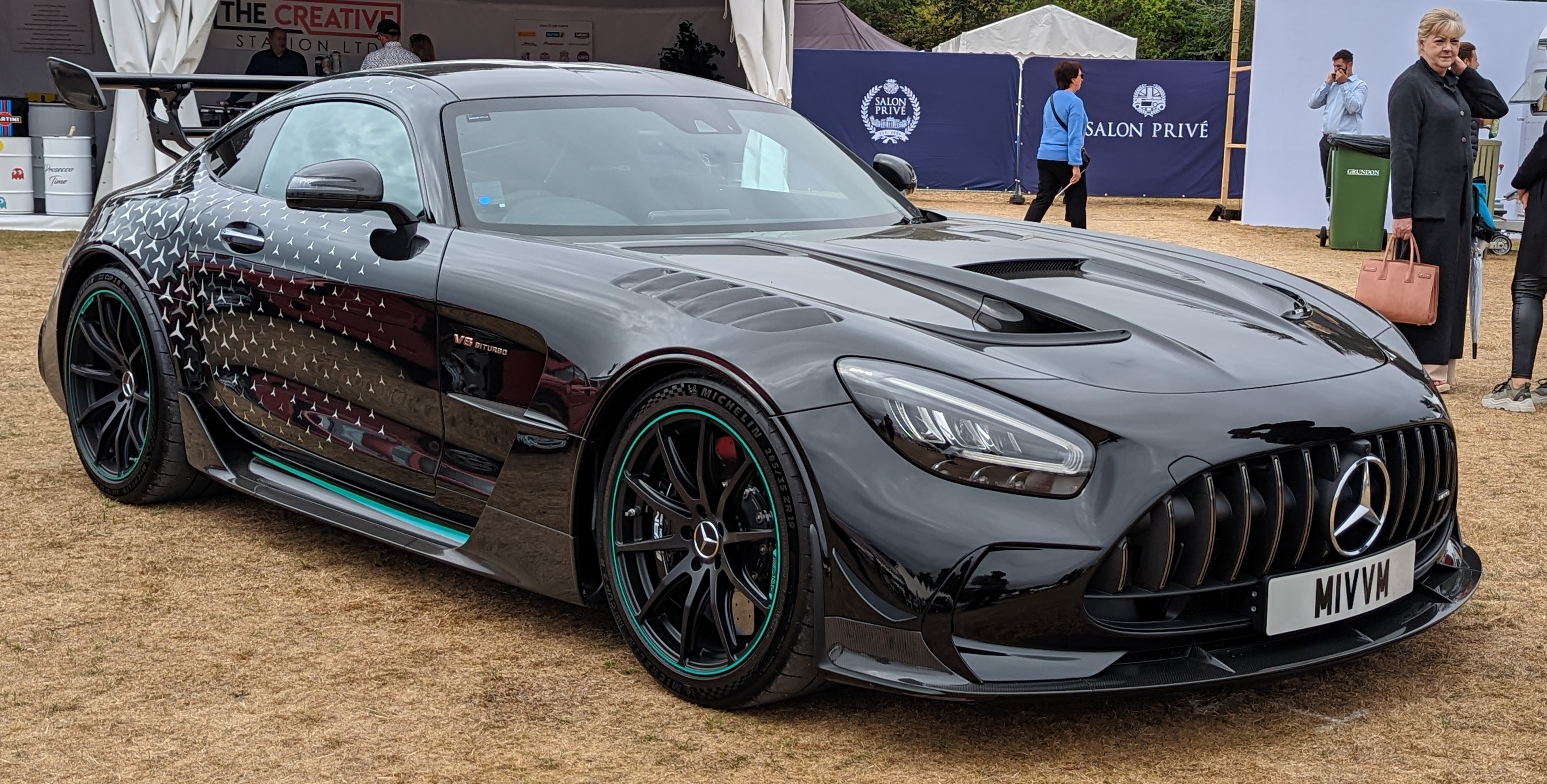
GT ブラックシリーズ
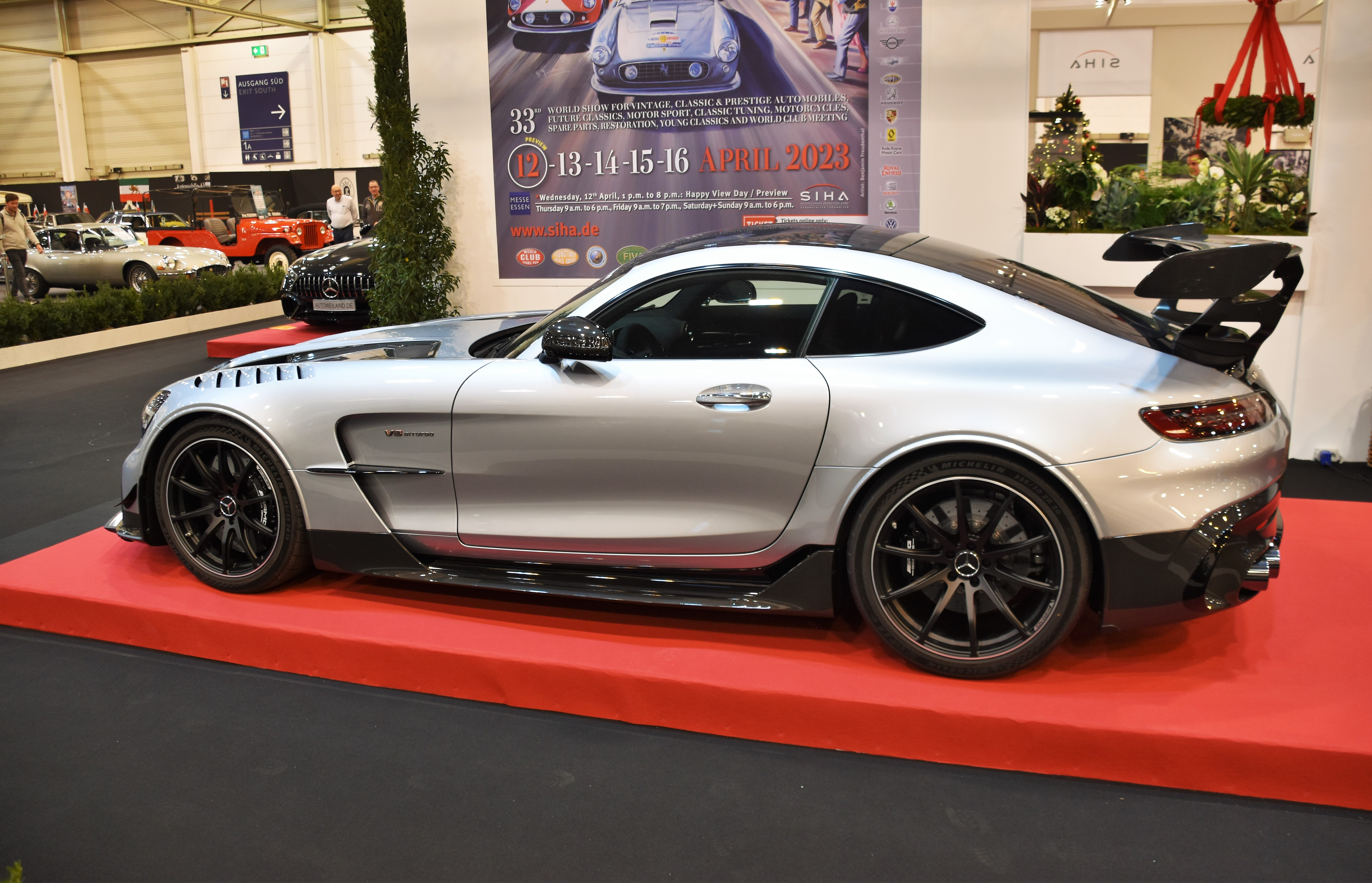
GTブラックシリーズ サイド
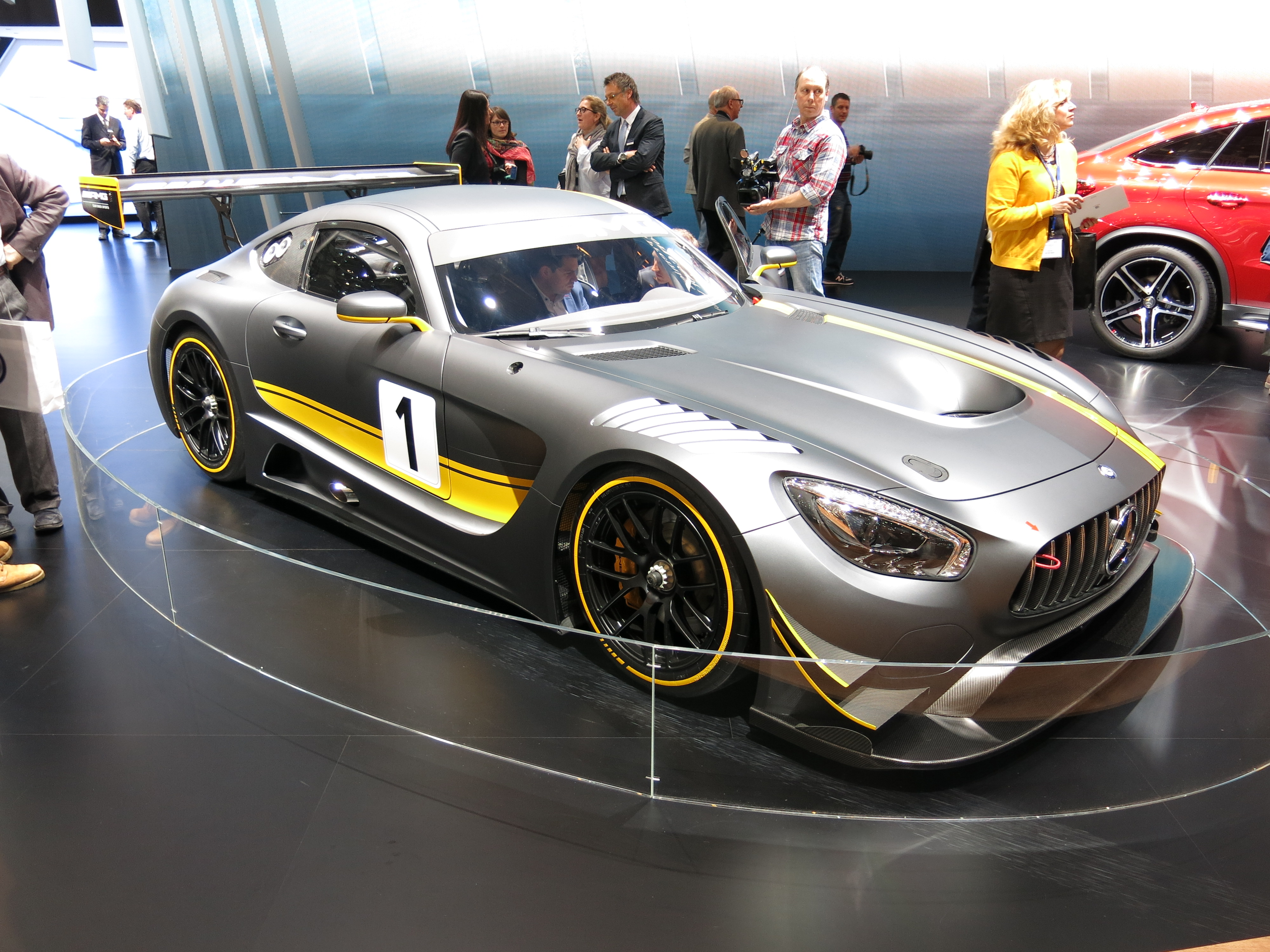
AMG GT3
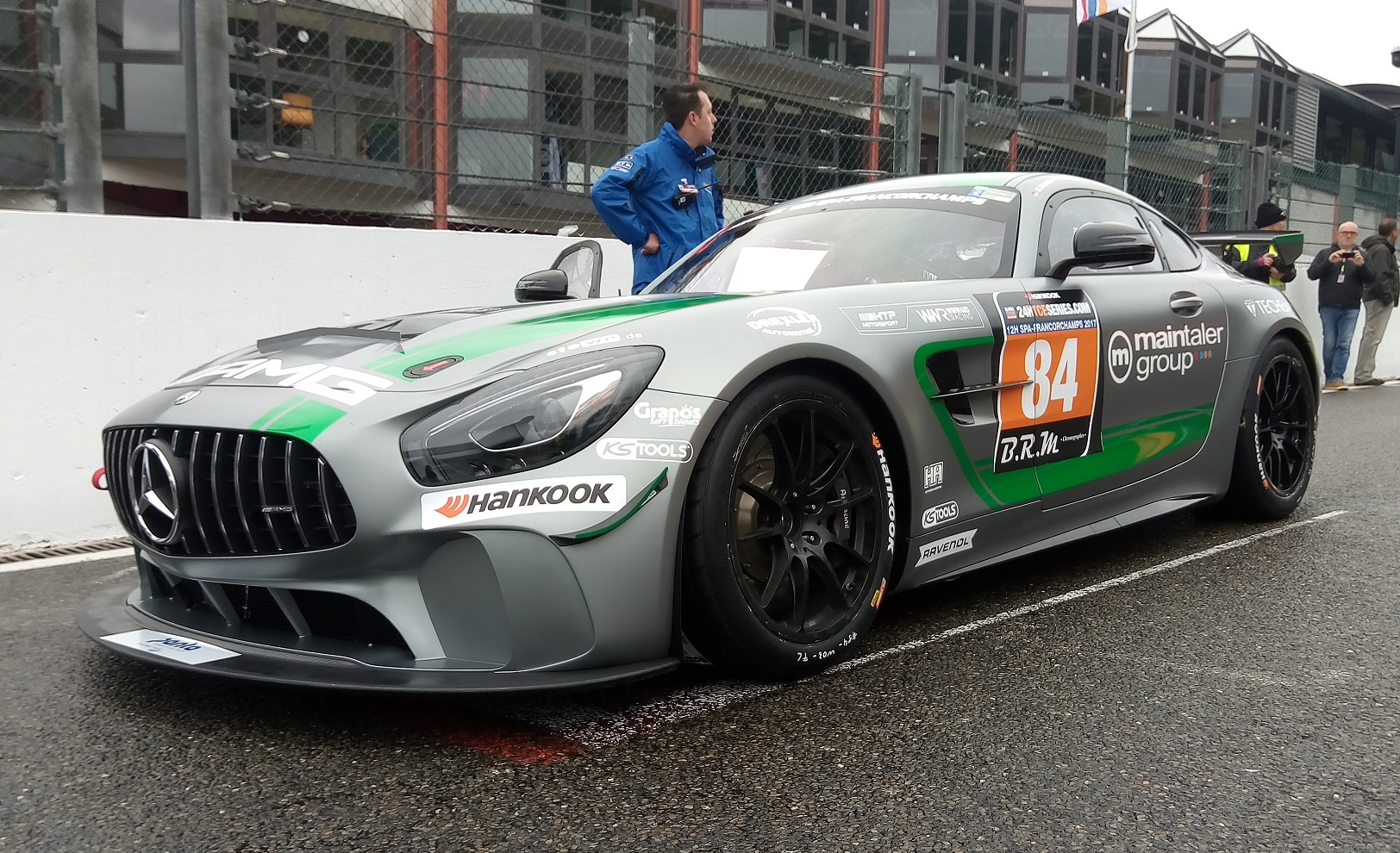
AMG GT4
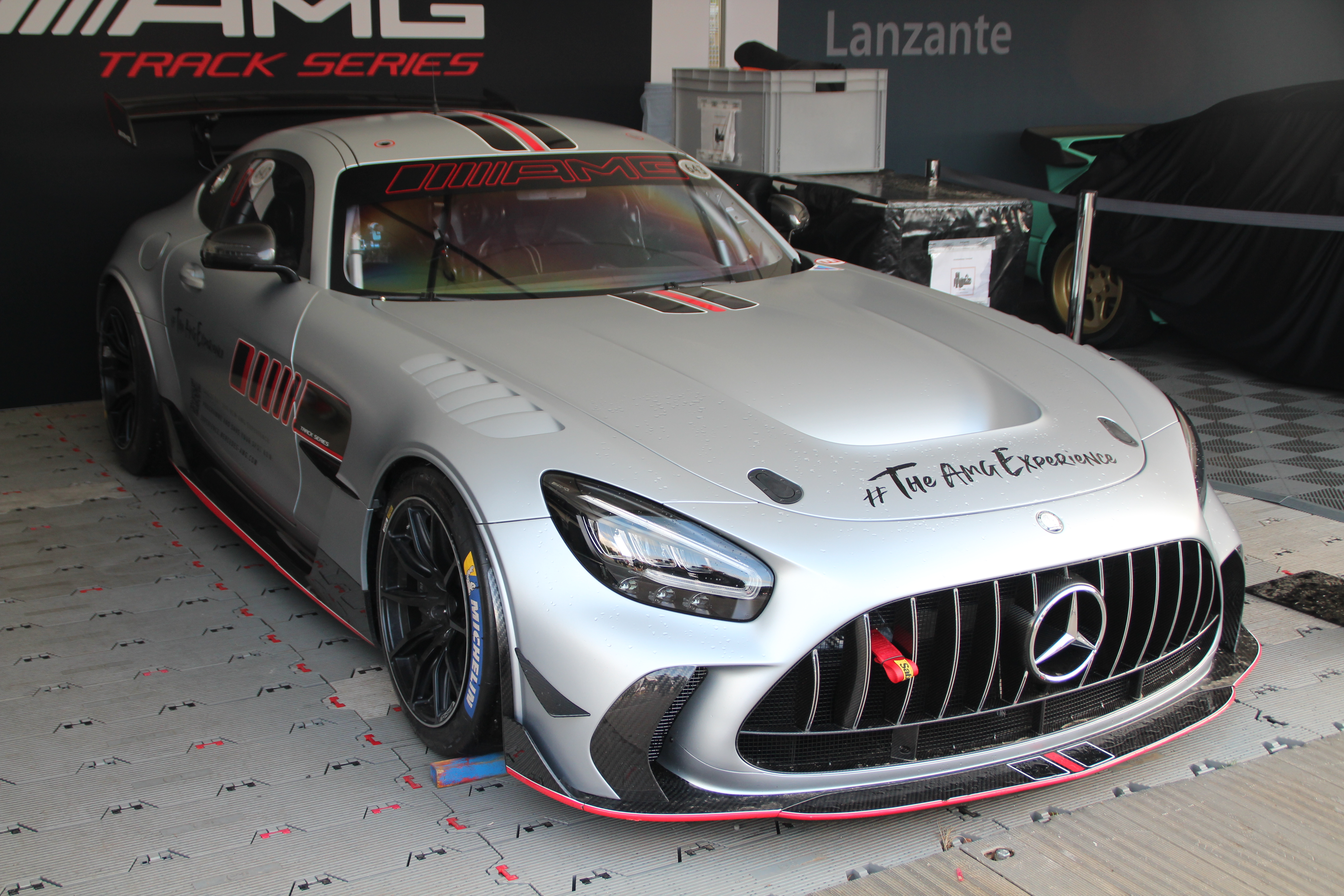
GT トラックシリーズ

## 2代目 C192（2023年 - ）
2023年8月19日、アメリカ・カリフォルニアで開催されたペブルビーチ・コンクール・デレガンスで初公開された。SLと同じプラットフォームを採用している。先代より大型化した。当初はGT43、GT55、GT63の3モデル展開となる。GT55、GT63は全輪駆動、GT43は後輪駆動である。全車9速ATを搭載。先代がフロント2シートのみの設定（4ドア除く）であったのに対して、基本はフロント2シートであるが、オプションでリア2シートを追加する事も出来る。リアシートは身長制限があり、150cm以下まで対応している。
ドイツでは2023年10月より販売されている。
2023年9月、ドイツ・ミュンヘンで開催されたIAAで、ハイブリッド車のプレビューであるMercedes-AMG GT Concept E Performanceを発表した。
2024年4月2日、日本でも予約受注が開始された。

2027年に向けて、当車をベースにしたGT3車両の開発も行われ、それまで担当していたHWAから新たに設立されたアファルターバッハ・レーシングGMbHへの移管、レギュレーション改定の結果、従来使っていたM159型エンジン搭載が出来なくなった関係からM17型ターボエンジンへの移行が決定している。

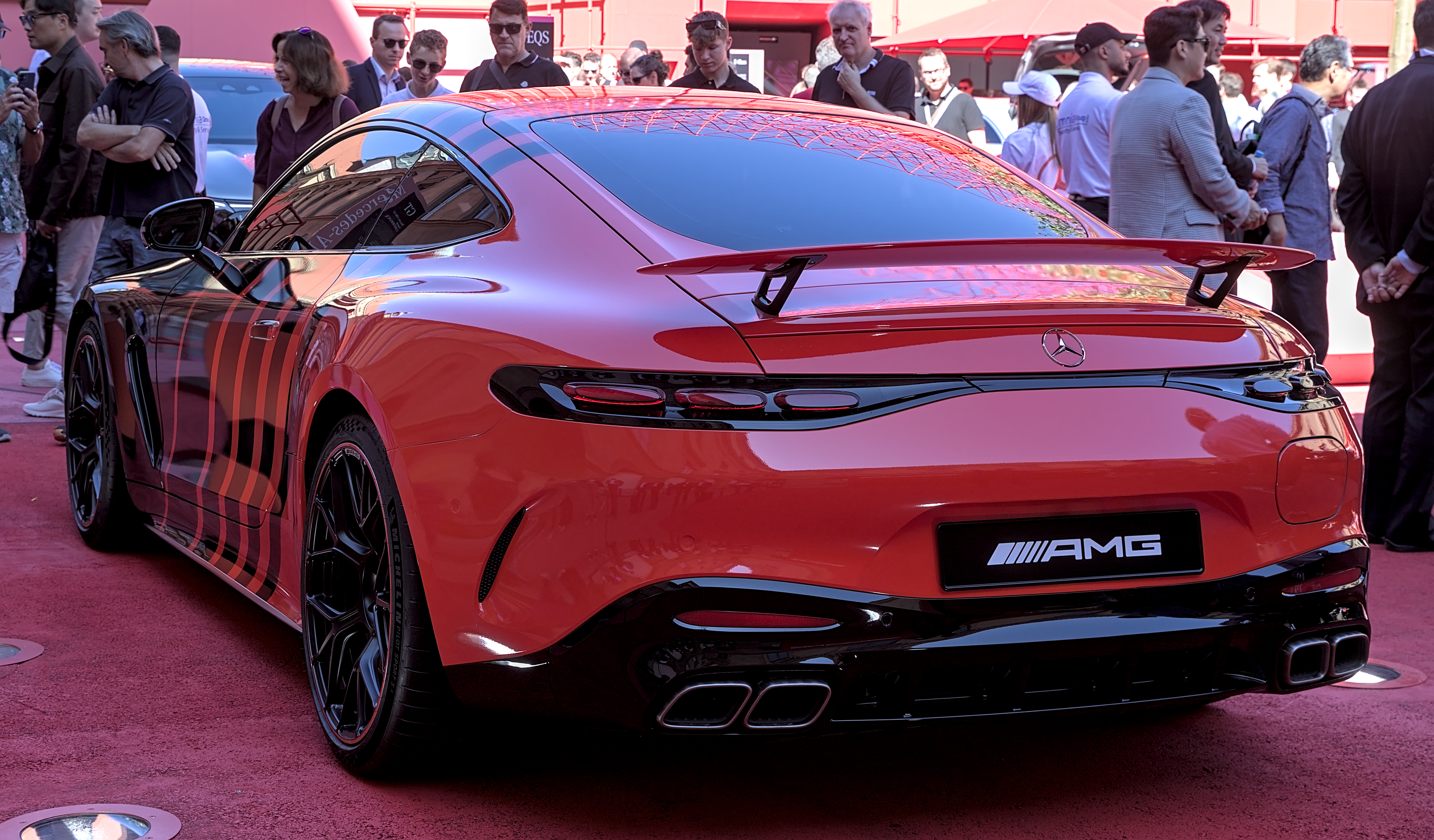
Mercedes-AMG GT Concept E Performance リア
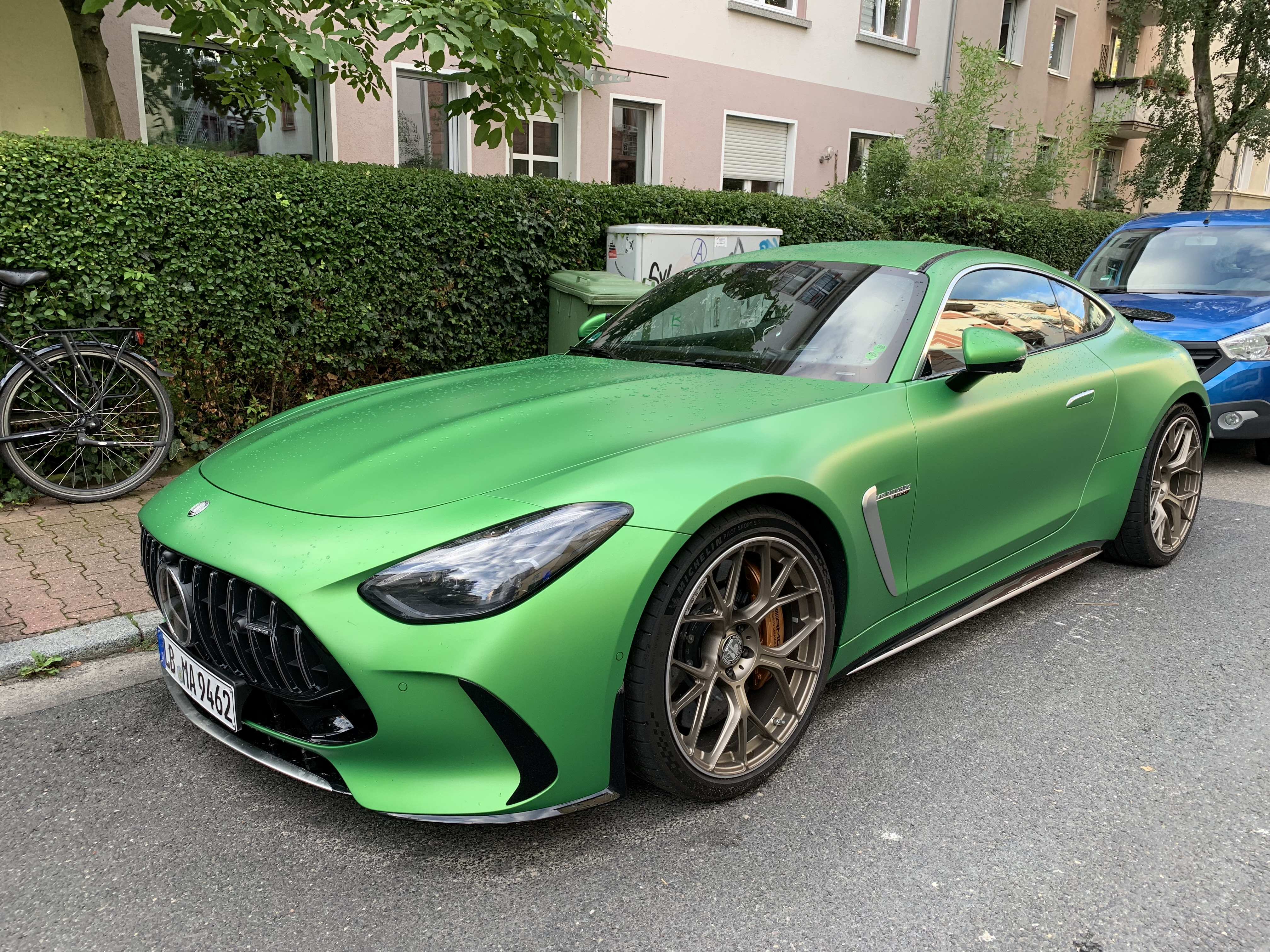
GT
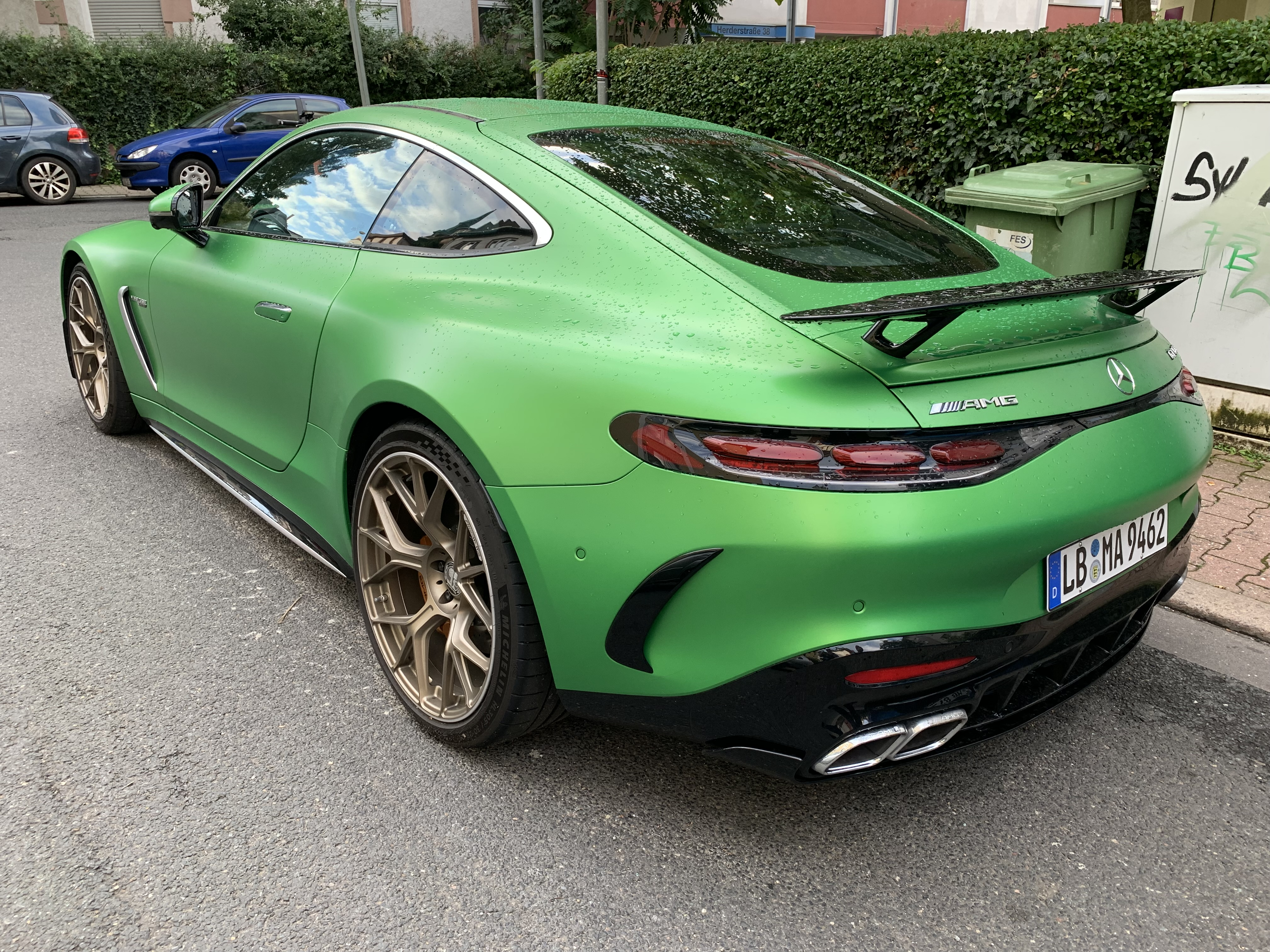
GT リア